# Slättbergsbanan
Slättbergsbanan är en bandyanläggning i Trollhättan i Sverige som fick konstfruset 1973 och samtidigt satte man upp belysning. Slättbergsbanan fick nya rör kring 1990. Dock saknas isolering under bädden, då banan byggdes på "slättbergen" hade man hoppats på att berget som ligger strax under bädden skulle fungera som bra isolering. Slättbergsbanan har 4 stora motoraggregat som kör runt ammoniak internt i kylsystemet för att på så sätt kyla den saltlösning som går runt i rören. En helt ny kondensor har installerats och Slättbergs kylförmåga har ökats många ggr.Inför det lokala bandylaget Gripen Trollhättan BK:s andra besök i Sveriges högsta division byggdes det på ett tak över läktarna. 
Publikrekordet för Bandy på Slättbergsbanan är 5740 personer. Dessa såg den allsvenska matchen Gripen Trollhättan BK-IFK Vänersborg den 26 december 2001.
Banan utsågs till Årets bandyarena säsongen 2001/2002.
2009 stod bandyhallen Slättbergshallen klar varefter Gripen Trollhättan BK spelar i den nya hallen..